# Auge des Universums
Auge des Universums (Originaltitel: Sanctuary) ist die zehnte Folge der zweiten Staffel der US-amerikanischen Science-Fiction-Fernsehserie Star Trek: Deep Space Nine. Sie wurde in den Vereinigten Staaten über Syndication vermarktet und erstmals am 28. November 1993 auf verschiedenen Fernsehsendern ausgestrahlt. In Deutschland war sie zum ersten Mal am 9. September 1994 in einer synchronisierten Fassung auf Sat.1 zu sehen.

## Handlung
Im Jahr 2370 bei Sternzeit 47391.2 kommt Varani, einer der größten Musiker Bajors, auf die Raumstation Deep Space Nine und begeistert die Bewohner mit seiner Vorstellung. Plötzlich kommt ein unbekanntes Raumschiff aus dem Gamma-Quadranten durch das nahe gelegene Wurmloch auf die Station zu. Da das Schiff schwer beschädigt ist, werden die vier Insassen kurzerhand auf die Station gebeamt. Sie scheinen verängstigt und der Universalübersetzter hat Probleme, ihre Sprache zu verarbeiten. Sie fassen ein gewisses Vertrauen zu der bajoranischen ersten Offizierin Kira Nerys. Sie bringt sie dazu, sich auf der Krankenstation untersuchen zu lassen. Danach sehen sie sich die Geschäfte auf dem Promenadendeck an. Schließlich erhalten sie Quartiere, wo sich Kira und Commander Benjamin Sisko weiter mit ihnen unterhalten. Schließlich hat der Universalübersetzer ihre Sprache verarbeitet. Sie erfahren von der Anführerin, die Haneek heißt, dass sie und ihre drei männlichen Begleiter Flüchtlinge sind. Tumak ist ihr Sohn, Gai und Cowl sind so etwas ähnliches wie Ehemänner. Sie gehören zum Volk der Skrreea, das eine matriarchale Gesellschaftsform besitzt und dessen Heimatwelt vor 800 Jahren von den T-Rogoranern erobert wurde. Die Skrreea wurden daraufhin versklavt. Kürzlich wurden jedoch die T-Rogoraner ihrerseits von Mitgliedern des mächtigen Dominion unterworfen. Den Skrreea wurde gestattet, ihre Heimat zu verlassen. Nun sind drei Millionen von ihnen auf der Flucht. Haneek möchte sie alle durch das Wurmloch führen, das sie als das „Auge des Universums“ bezeichnet, denn laut einer Legende soll es die Skrreea zu ihrer neuen Heimat Kentanna führen.
Weitere Schiffe treffen ein und mehrere hundert Skrreea werden vorübergehend auf der Station aufgenommen. Sie sind das hiesige Leben nicht gewöhnt, was schnell zu Konflikten führt. Der junge Ferengi Nog macht sich lustig über Tumak, der nicht weiß, wie man einen Nahrungsreplikator bedient. Später spielt Nog ihm einen Streich, wofür sich Tumak mit einigen Freunden rächen will. Erst durch das Eingreifen von Sicherheitschef Odo wird schlimmeres verhindert. Etwas später treffen sie aber erneut aufeinander. Nogs Freund Jake, der Sohn von Commander Sisko, versucht sie zu beschwichtigen, doch Tumak und seine Freunde wollen auf Nog losgehen und werden erst von Nogs Onkel Quark davon abgehalten.
Als die Anführerinnen der Skrreea eintreffen, entscheiden sie, dass Haneek ihr Volk in ihre neue Heimat führen soll. Kira ermutigt sie, diese neue Rolle anzunehmen und auch Varani macht Haneek ein Geschenk. Sie entschließt sich daraufhin, sich genauer mit dem Planeten Bajor zu beschäftigen. Sie erfährt, dass den Bajoranern durch die jahrzehntelange Besatzung durch die Cardassianer viel Leid widerfahren ist. Dies passt ihrer Meinung nach perfekt zur Beschreibung Kentannas. Commander Sisko und Wissenschaftsoffizierin Jadzia Dax haben unterdessen nach einem möglichen Planeten gesucht, auf dem sich die Skrreea ansiedeln könnten. Draylon II scheint ihnen ideal, denn der Planet ist unbewohnt und bietet ein ideales Klima für die agrarische Lebensweise der Skrreea. Haneek lehnt diesen Vorschlag jedoch ab und ist fest entschlossen, ihr Volk nach Bajor zu führen.
Haneeks Bitte wird ausführlich diskutiert, doch die Ministerin Rozahn und Vedek Sorad müssen ihr schließlich mitteilen, dass sie abgelehnt wurde. Bajor hat nach der Besatzungszeit kaum genug Ressourcen, um die eigene Bevölkerung zu ernähren. Drei Millionen Neuankömmlinge würden den Planeten überfordern. Auch Haneeks Vorschlag, unbewohntes Land urbar zu machen, wird abgelehnt, denn im Falle von Missernten wären die Bajoraner dann trotzdem gezwungen, den Skrreea zu helfen. Haneek hofft, dass ihre neu gewonnene Freundin Kira sich für sie einsetzten wird, doch Kira hält die Argumente ihrer Regierung für stichhaltig.
Jake Sisko versucht, die Feindseligkeiten mit Tumak beizulegen und berichtet ihm von Draylon II. Tumak ist von diesem Planeten aber gar nicht begeistert. Er nimmt Jakes Freundschaftsangebot nicht an und entwendet stattdessen ein Schiff, um sich damit eigenmächtig auf den Weg nach Bajor zu machen. Das Schiff hat allerdings ein Plasmaleck. Als es sich dem Planeten nähert, wird es von zwei bajoranischen Abfangjägern beschossen. Sisko informiert den Befehlshaber der Piloten über den Zustand von Tumaks Schiff. Der befiehlt sofort, das Feuer einzustellen. Es ist aber schon zu spät. Das Plasma wird entzündet und Tumaks Schiff explodiert. Die Skrreea entscheiden sich nun widerwillig dazu, sich doch auf Draylon II niederzulassen. Haneek verabschiedet sich von Kira und meint, die Bajoraner hätten einen schweren Fehler begangen, denn ihre beiden Völker hätten sich gegenseitig helfen können.

## Verbindungen zu anderen Star-Trek-Produktionen
Gemäß der angegebenen Sternzeit spielt die Handlung von Auge des Universums zeitgleich mit Folge 7.11 (Parallelen) von Raumschiff Enterprise – Das nächste Jahrhundert.
Auge des Universums ist die zweite von drei Folgen der Serie Star Trek: Deep Space Nine, in denen das Dominion erwähnt wird, bevor es schließlich am Ende der zweiten Staffel offen in Erscheinung tritt.
Jake Siskos Freundin Mardah wird hier erstmals erwähnt. Sie wurde später noch in mehreren weiteren Folgen von Star Trek: Deep Space Nine erwähnt. In Folge 3.06 (Der Ausgesetzte) hatte sie ihren einzigen Auftritt.

## Produktion

### Drehbuch
Die Folge geht auf eine Idee von Gabe Essoe und Kelley Miles zurück, nach der eine große Zahl von Flüchtlingen die Station Deep Space Nine erreichen sollte. Diese Grundidee wurde von Frederick Rappaport stark ausgebaut. Die Figuren Haneek und Tumak gehen auf ihn zurück. In Rappaports ursprünglichem Drehbuchentwurf hätte den Skrreea schließlich eine Ansiedelung auf Bajor gestattet werden sollen. Michael Piller verlangte jedoch, dass das Ende umgeschrieben wird, denn er war der Meinung, durch ein realitätsnäheres Ende, bei dem eben nicht alles gut ausgeht, würde die Folge einen stärkeren Eindruck hinterlassen.

### Darsteller
William Schallert, Darsteller von Varani, hatte zuvor bereits Nilz Baris in der Folge Kennen Sie Tribbles? der Originalserie Raumschiff Enterprise gespielt.
Andrew Koenig, Darsteller von Tumak, war der Sohn von Walter Koenig und Judy Levitt. Sein Vater hatte in der Originalserie Raumschiff Enterprise und den ersten sieben Star-Trek-Spielfilmen die Hauptfigur Pavel Chekov gespielt. Seine Mutter war in drei Star-Trek-Spielfilmen in Statistenrollen zu sehen.
Robert Curtis-Brown, Darsteller von Vedek Sorad, spielte auch den ledosianischen Botschafter in Folge 7.22 (Ein natürliches Gesetz) von Star Trek: Raumschiff Voyager.
Kitty Swink, Darstellerin von Ministerin Rozahn, spielte auch Luaran in Folge 7.22 (Kampf mit allen Mitteln) von Star Trek: Deep Space Nine. Sie ist die Frau von Quark-Darsteller Armin Shimerman.
Deborah May, Darstellerin von Haneek, spielte auch Lyris in Folge 3.20 (Die neue Identität) von Star Trek: Raumschiff Voyager.
Leland Orser, Darsteller von Gai, spielte auch Lovok in Folge 3.21 (Der geheimnisvolle Garak, Teil II) von Star Trek: Deep Space Nine, Dejaren in Folge 4.05 (Der Isomorph) von Star Trek: Raumschiff Voyager und Loomis in Folge 3.11 (Carpenter Street) von Star Trek: Enterprise.

### Musik
Das von Varani gespielte Musikstück ist eine Variation der Titelmelodie von Star Trek: Deep Space Nine.

### Modelle
Für das Schiff der Skrreea wurde das Modell des promellianischen Schlachtkreuzers aus Folge 3.06 (Die Energiefalle) von Raumschiff Enterprise – Das nächste Jahrhundert wiederverwendet.

## Rezeption
Keith DeCandido bewertete Auge des Universums 2013 auf tor.com als eine durchschnittliche Folge von Star Trek: Deep Space Nine. Er fand, die Folge sei gut geschrieben und gut inszeniert, sie habe gute Schauspieler und einige exzellente Szenen, aber dennoch fühle sie sich nach weniger an als die Summe ihrer Teile. DeCandido hielt die Skrreea für eine interessante Spezies, er lobte die Darstellung von Deborah May als Haneek und fand die Darstellung der Freundschaft zwischen Haneek und Kira gelungen. DeCandido störte sich aber daran, dass Haneek unbedingt eine Ansiedelung ihres Volkes auf Bajor durchsetzen will und dies ausschließlich mit einer religiösen Prophezeiung begründet. Die vorgebrachten Gegenargumente sind für DeCandido absolut nachvollziehbar und mit Draylor II gibt es eine perfekte Alternative. Dass Haneek trotzdem auf Bajor besteht und ihre Freundschaft mit Kira letztlich an dieser Sturheit zerbricht, macht die Figur für DeCandido äußerst unsympathisch.